# 銀行本票
本票是票據法規定票據的一種，基本的法律關係是發票人簽發本票給執票人，執票人據以向發票人本人請求付款。
按《日內瓦統一法》，本票內容必有項目:
- 寫明「本票」字樣
- 無條件支付承兌
- 收款人或其他指定人
- 出票人有效簽字
- 出票日期及地點
- 付款期限
- 指定金額
- 付款地點

## 本票裁定
由於本票的信用性低於汇票與支票，因此中華民國票據法特別規定本票可以直接經裁定為強制執行。

## 例子
- 銀行禮券也是銀行本票之一。